# أول جاكوب بول
أول جاكوب بول (بالنرويجية البوكمول: Ole Jacob Bull)‏ هو مترجم نرويجي، ولد في 11 مارس 1948.